# Zhe (Vorname)
Zhe (chinesisch Zhé, im steigenden Ton), auch Tetsu (japanisch hiragana てつ), ist ein ostasiatischer männlicher Vorname.

## Bedeutung und Varianten
Der Name steht im Allgemeinen in der Bedeutungsgruppe ‚weise‘ und kann mit mehreren Zeichen geschrieben werden.
Chinesische Grundzeichen:
- 喆 zhé in der Bedeutung ‚weise‘[1]
- 哲 zhé in der Bedeutung ‚weise‘[2]
- 嚞 zhé in der Bedeutung ‚Philosophie, klar‘[3]

Im Japanischen variiert die Lesung je nach On-Lesung oder Kun-Übersetzung, bleibt in der Bedeutung aber gleich.
Die beiden Schreibweisen 喆 und 嚞 stehen zu 吉 jí ‚glücklich, gut, Wohlstand‘. 嚞 ist ein altes Zeichen, Doppel- und Dreifachnamen zu vergeben, ist aber eine aktuelle chinesische Mode. Da beide im elektronischen Grundzeichensatz des Standardchinesischen früher nicht implementiert waren, gab es etwa beim chinesischen Sänger David Tao, Geburtsname 陶喆 Táo Zhé, technische Probleme, und sein Name musste mit «吉吉» umgeschrieben werden.
Wāng Zhé, 王嚞, ein chinesischer Philosoph des 12. Jahrhunderts, findet sich auch 王喆 ausgeschrieben.
Chinesisch, wie auch in den zweisilbigen koreanischen Namen, finden sich auch zusammengesetzte Namen mit diesen Zeichen.

## Bekannte Namensträger

### 喆
- Chen Zhe, 陳喆 Chén Zhé (* 1993), chinesischer Snookerspieler

Zusammensetzung etwa:
- Kim Il-ch’ŏl, 김일철, in chin. Zeichen 金鎰喆 (1933–2023), nordkoreanischer Militär und Politiker

### 哲
- Feng Zhe, 冯哲 (trad. 馮哲) Féng Zhé, geb. als 冯贻哲 Féng Yízhé (1920/21–1969), chinesischer Schauspieler

Japanisch in der On-Lesung てつ für den Namen Tetsu:
- Katayama Tetsu, 片山 哲 (1887–1978), japanischer Politiker

Genauso geschrieben, aber auf die Kun-Übersetzung さとい satoi zurückgehend für die Vornamen Satoru und Satoshi (die auch anders geschrieben werden können):
- Ōtomo Satoru, 大友 哲 (* 1957), japanischer Astronom
- Motoyama Satoshi, 本山 哲 (* 1971), japanischer Autorennfahrer

### 嚞
- Wang Zhe, 王嚞 Wāng Zhé, Priestername (1123–1170), chinesischer Geistlicher (findet sich auch 喆 geschrieben)